# Landolphia watsoniana
Landolphia watsoniana är en oleanderväxtart som beskrevs av Rombouts. Landolphia watsoniana ingår i släktet Landolphia och familjen oleanderväxter. Inga underarter finns listade i Catalogue of Life.